# Doopsgezinde kerk (Harlingen)
De Doopsgezinde kerk is een kerkgebouw in Harlingen in de Nederlandse provincie Friesland.

## Geschiedenis
De eerste kerk (schuur) dateerde uit circa 1611. Het gebouw werd in 1641 vergroot. Vanwege het blauw geschilderde houtwerk werd het kerkgebouw de Blauwe Schuur genoemd.
Op 28 mei 1857 werd de eerste steen gelegd voor een nieuwe kerk naar ontwerp van de gebroeders J. en J. Posthuma. De kerk werd op 19 september 1858 in gebruik genomen. In 1887 werd de kerk gerestaureerd. In 1997 werd de bouwvallige kerk aan de Droogstraat/ Zoutsloot gesloopt en vervangen door het huidige kerkgebouw (Zoutsloot 50).
Het voormalige orgel uit 1811 werd gemaakt door Albertus van Gruisen en in 1848 vergroot door Willem Hardorff. In 1858 werd het orgel door Petrus van Oeckelen overgeplaatst en tevens gewijzigd. Het huidige orgel (1917) in de huidige kerk werd gebouwd door Deense orgelbouwer A.C Zachariasen & Zn. uit Arhus en is oorspronkelijk afkomstig uit de kerk van Norby.

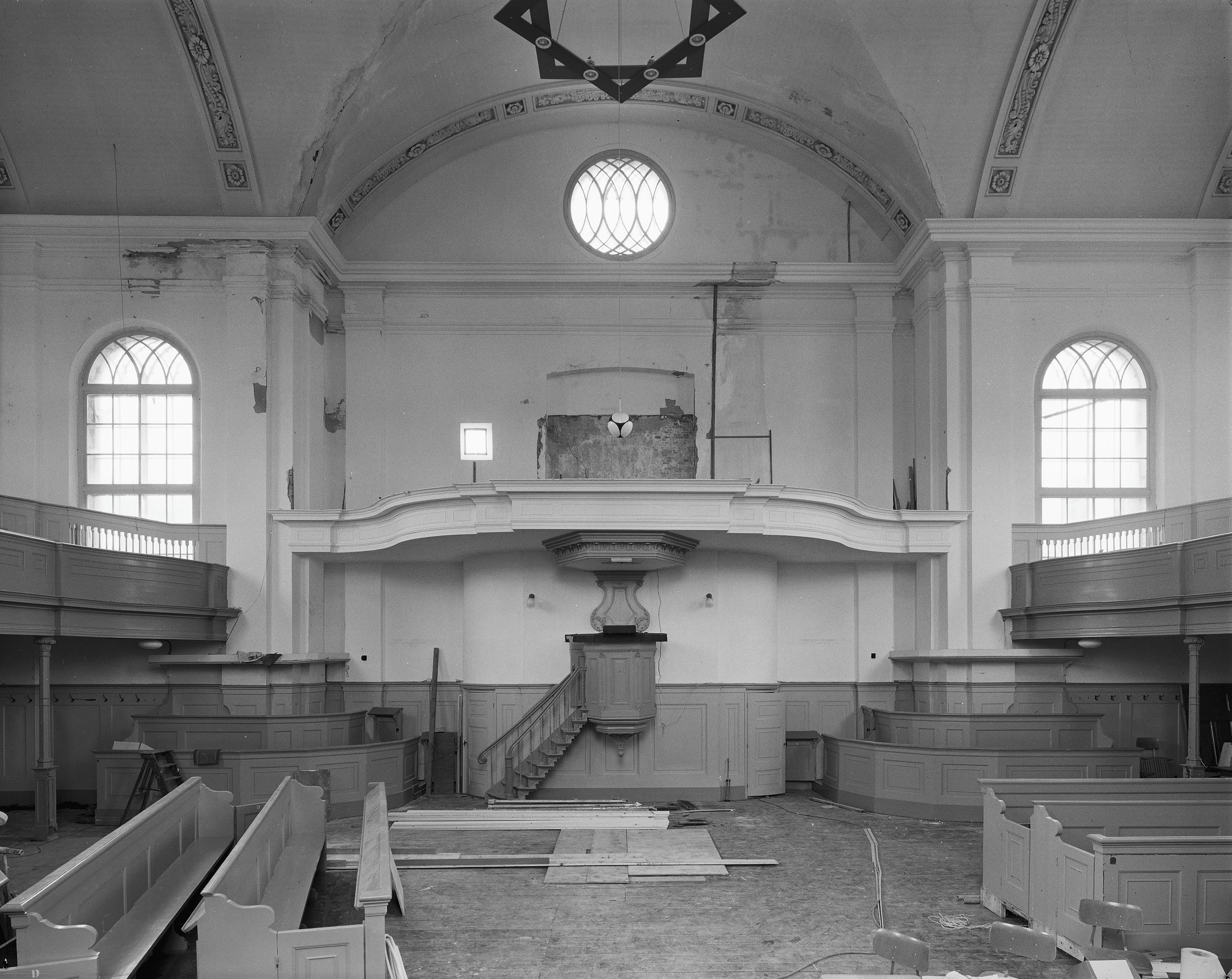
Interieur (1996)
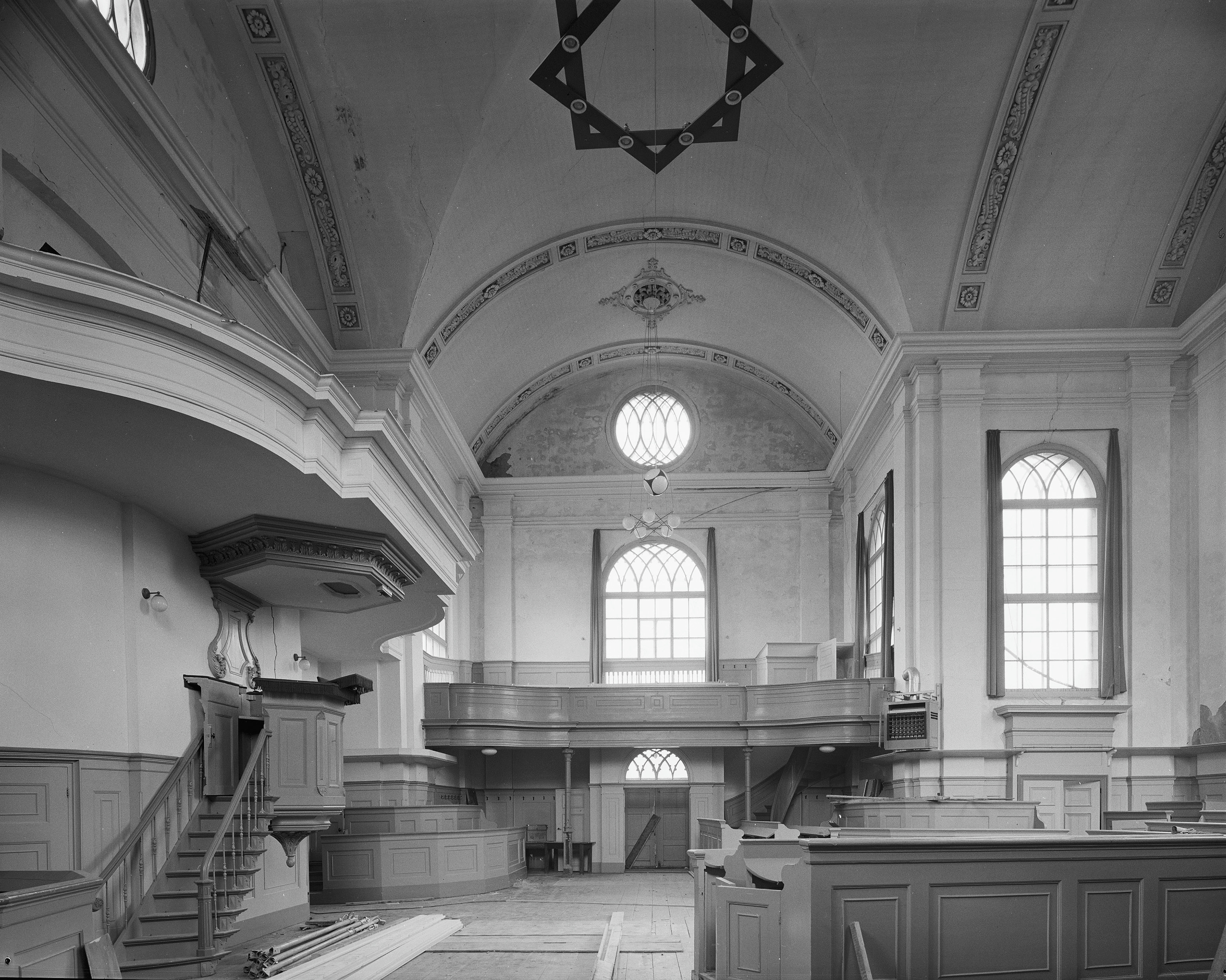
Interieur (1996)